# Orlen
Polski Koncern Naftowy Orlen eller PKN Orlen er et polsk olie- og gasselskab. Virksomheden har olieraffinaderier, producerer forskellige olieprodukter, leverer naturgas og driver flere kæder af tankstationer. De driver forretning i flere europæsike lande, de vigtigste er: Polen, Tjekkiet, Slovakiet, Tyskland og Baltikum. I Tyskland har de datterselskabet Orlen Deutschland. I 2022 var den polske stat den største aktionær med en ejerandel på 27,52 %.
Virksomheden blev etableret i 1999 ved en fusion mellem to statsejede petrokemiske virksomheder: C.P.N. (Centrala Produktów Naftowych) og Petrochemia Płock.